# Laghi Paniai
I laghi Paniai, originariamente conosciuti anche come laghi Wissel, sono tre laghi situati nella reggenza di Paniai, nella provincia indonesiana di Papua, sull'isola di Nuova Guinea. I laghi prendono il nome di Paniai, Tage e Tigi.

## Geografia
Il maggiore dei tre laghi è il Paniai, che copre un'area di 154 km²; di forma quasi rettangolare, ha una lunghezza massima di 16 km e una larghezza di 9 km. A sud di esso, separato da un'esile striscia di terra, si trova lo specchio d'acqua minore, il Tage, di forma allungata, che misura 8 km per 3 km; la sua profondità arriva a 52 m, contro i 44 m del più grande. Ancora più a sud, ad un'altitudine di 1640 m, si trova il Tigi, di forma quasi triangolare; la massima distanza tra le due sponde misura 8 km.
Pur avendo diversi immissari, i laghi hanno un solo emissario ciascuno; quello del Tage, chiamato Dimija, attraversa il sottile lembo di terra che lo separa dal Paniai per gettarsi nelle sue acque. In alcuni punti le sponde sono circondate da ripide pareti di roccia calcarea, in altri invece le rive sono basse e paludose.

## Scoperta
Nonostante la loro considerevole ampiezza (il lago Paniai da solo è più esteso del lago di Como), non erano conosciuti al di fuori della Nuova Guinea fino al 1937. Il 31 dicembre 1936, il pilota della marina olandese Frits Julius Wissel e il suo equipaggio volarono sopra i laghi durante una ricognizione aerea per una compagnia petrolifera olandese. Scattò alcune foto e riportò notizia della presenza di molte persone in canoa, scoprendo che l'intera regione montagnosa era popolata. Nel corso di un successivo volo da parte di E. L. J. Haak il 15 febbraio 1937, si scoprì la presenza di numerosi insediamenti attorno ai laghi, che indicavano l'esistenza di una società agricola e sedentaria. Nel novembre dello stesso anno il governo coloniale olandese diede ai laghi il nome di Wissel; un piccolo avamposto governativo fu posto sulle rive dello specchio d'acqua più esteso, i cui contatti furono però persi durante la seconda guerra mondiale.

## Storia recente
La regione dei laghi Paniai consiste in una depressione tra le catene montuose di Weyland e di Sudirman, ed è densamente popolata. I popoli indigeni presenti nell'area sono gli Ekari, chiamati anche Ekagi o Me. Nel 2011 il maggiore dei laghi è esondato a causa della sedimentazione dovuta alla distruzione della foresta operata dall'esercito indonesiano per impedire il ricovero ai separatisti papuani; l'acqua ha distrutto case e campi causando lo sgombero di migliaia di famiglie.

## Ecologia
Tra la scarsa fauna ittica la specie Oxyeleotris wisselensis è endemica dell'area. Altre specie sono invece state introdotte dall'uomo (Cyprinus carpio, Oreochromis mossambicus).
In contrasto con la limitata ricchezza biologica delle specie ittiche, esiste una grande diversità di crostacei decapodi del genere Cherax. Delle otto specie presenti nei laghi, due (Cherax longipes e Cherax solus) sono endemiche del lago Tigi, cinque (Cherax boschmai, Cherax buitendijkae, Cherax murido, Cherax pallidus e Cherax paniaicus) sono endemiche del lago Paniai, e una sola specie (Cherax Communis) si trova in entrambi i laghi e nell'area circostante.